# 福氏異海魴
福氏異海魴為輻鰭魚綱海魴目高的鯛科的其中一種，分布於北太平洋區，從日本至美國加州海域，屬深海魚類，棲息深度366-732公尺，體長可達42公分。